# ブラック アンド ブルー (2019年の映画)
『ブラック アンド ブルー』（原題:Black and Blue）は2019年に公開されたアメリカ合衆国のアクション映画である。監督はデオン・テイラー、主演はナオミ・ハリスが務めた。

## あらすじ
退役軍人のアリシア・ウェストは故郷のニューオーリンズに戻り、同市の警察官として働くことになった。そんなある日、アリシアは相棒の代わりとして初めて夜勤に出ることにする。初めて組む先輩警官のディーコンは新人警官であるアリシアをあまり受け入れていない様子であった。朝方、ディーコンと共に通報があった場所に急行することになったが、現場に到着してすぐ、ディーコンは「俺が一人で行く。お前はここで待っていろ」とアリシアに命令した。ほどなくして、建物内から銃声が聞こえ、ディーコンの身を案じたアリシアは、ボディカメラを身につけて建物内に入ることにした。
そこでアリシアが見たのは目を疑うような光景であった。死体が転がり、さらにディーコンと2人の刑事（テリーとスミッティ）がドラッグの売人であるゼロを射殺していたのである。テリーはアリシアに事情を説明しようとするが、ボディカメラの存在に気付いたスミッティは目の前の状況に混乱しているアリシアを銃撃した。アリシアはその衝撃で地下階に転落したが、防弾ベストや下にあったゴミのおかげで致命傷とはならなかった。無線で本部に連絡を入れるもディーコンたちに邪魔をされる。やむなく建物から逃走したアリシアは近隣住民に助けを求めようとしたが、治安が悪化している区域に住んでいる彼らは警察に不信感を抱いており、誰一人として彼女を助けようとしなかった。一方、テリーは仲間の汚職警官たちに周囲を捜索させつつ、地元の犯罪組織のボスであるダリウスに彼の甥であるゼロを射殺したのはアリシアだと伝える。それを知ったダリウスは組織に関わりのある者たちに一斉にアリシアを手配した。
絶体絶命の窮地に陥ったアリシアだったが、彼女に救いの手を渋々差し伸べてくれた者が一人いた。疎遠となっていた旧友のマイロ・ジャクソンである。マイロが勤める雑貨店を経て、彼の家で身を隠していたアリシアはボディカメラに汚職警官の悪事の一部始終が録画されていたことに気が付いた。アリシアはその映像に望みを託し、一か八かの大勝負に打って出ることにした。

## キャスト
※括弧内は日本語吹替。
- アリシア・ウェスト - ナオミ・ハリス（種市桃子）

アフガニスタンでの軍務経験がある新人警官。殺害現場を見たことで追われるようになる。
- マイロ・ジャクソン - タイリース・ギブソン（竹田雅則）

アリシアの旧友。あだ名は「マウス」。雑貨店の早番だったため、アリシアを匿うことになる。黒人を差別的にみる警察を好きではない。
- テリー・マローン - フランク・グリロ（志賀麻登佳）

麻薬課の刑事。麻薬の横流しをしている。犯行現場を見たアリシアを追う。
- ダリウス・トゥロー - マイク・コルター（山本格）

地元犯罪組織のボス。テリーたちとつながっている。甥を殺したアリシアに復讐しようと彼女を探す。
- ケヴィン・ジェニングス - リード・スコット（英語版）（平修）

アリシアの相棒。マローンの汚職を知っている。
- スミッティ - ボー・ナップ

麻薬課の刑事。テリーの相棒。
- ミッシー - ナフェッサ・ウィリアムズ（英語版）

ダリウスのところに身を寄せるアリシアの旧友。
- ディーコン・ブラウン - ジェームズ・モーゼス・ブラック

ベテラン警官。アリシアの先輩。テリーたちの仲間。
- テズ - フランキー・スミス
- ハケット警部 - デニーン・タイラー(VALSHE)

## 製作
2017年8月21日、スクリーン・ジェムズがピーター・A・ダウリングの脚本『Exposure』の映画権を獲得したと報じられた。2018年8月、デオン・テイラーが監督に起用された。12月10日、本作のタイトルが『Black and Blue』に正式決定し、ナオミ・ハリスが出演することになったとの報道があった。2019年1月、フランク・グリロ、リード・スコット、ボー・ナップ、マイク・コルター、ナフェッサ・ウィリアムズらの出演が決まった。3月、ジェームズ・モーゼス・ブラックがキャスト入りした。4月、フランキー・スミスが本作に出演していると報じられた。2019年6月21日、ジェフ・ザネリが本作で使用される楽曲を手掛けるとの報道があった。
本作の主要撮影は2019年1月16日に始まり、同年2月28日に終了した。

## 公開・マーケティング
2019年6月24日、本作のオフィシャル・トレイラーが公開された。9月21日、本作はアーバンワールド映画祭でプレミア上映された。

## 興行収入
本作は『カウントダウン』及び『エジソンズ・ゲーム』と同じ週に封切られ、公開初週末に600万ドル前後を稼ぎ出すと予想されていたが、実際の数字はそれを上回るものとなった。2019年10月25日、本作は全米2062館で公開され、公開初週末に837万ドルを稼ぎ出し、週末興行収入ランキング初登場6位となった。

## 評価
本作に対する批評家からの評価は平凡なものに留まっている。映画批評集積サイトのRotten Tomatoesには57件のレビューがあり、批評家支持率は47%、平均点は10点満点で5.44点となっている。サイト側による批評家の見解の要約は「『ブラック アンド ブルー』は時事問題を単純化して扱っているという欠点を抱えているが、ナオミ・ハリスの好演のお陰で、その質は高められている。」となっている。また、Metacriticには21件のレビューがあり、加重平均値は53/100となっている。なお、本作のCinemaScoreはA+となっている。